# George Abe
Naoya Abe (安部 直也 Abe Naoya?, 17 de mayo de 1937-2 de septiembre de 2019), conocido por su pseudónimo George Abe (安部 譲二 Abe Jōji?), fue un autor y yakuza japonés. Fuera de Japón es más conocido por haber escrito la serie de manga Rainbow: Nisha Rokubō no Shichinin en colaboración con el ilustrador de manga Masasumi Kakizaki. En su adolescencia, Abe se convirtió en miembro de la familia yakuza Ando-gumi, y más tarde fue reclutado por la Koganei-ikka. Ya en 1986, tras apartarse de la vida yakuza, escribió una novela sobre su paso por la prisión de Fuchū, bajo el título Hei no Naka no Korinai Menmen (塀の中の懲りない面々?), que se convirtió en un éxito de ventas y fue adaptada al anime. Abe falleció el 2 de septiembre de 2019 a causa de una neumonía, a la edad de 82 años.